# Psithyrus
Sous-genre
Psithyrus est un sous-genre de bourdons ectoparasites dit "coucous" du genre Bombus, qui parasitent d'autres espèces de bourdons. Jusqu'au milieu du XXe siècle, ce taxon fut considéré comme un genre à part entière. Il est aujourd'hui considéré soit comme un sous-genre, soit comme invalide,.

## Liste d'espèces
Selon le Musée d'histoire naturelle de Londres
- Bombus barbutellus
- Bombus bellardii
- Bombus bohemicus
- Bombus branickii
- Bombus campestris
- Bombus chinensis
- Bombus citrinus
- Bombus coreanus
- Bombus cornutus
- Bombus expolitus
- Bombus ferganicus
- Bombus fernaldae
- Bombus flavidus
- Bombus insularis
- Bombus monozonus
- Bombus morawitzianus
- Bombus norvegicus
- Bombus novus
- Bombus quadricolor
- Bombus rupestris
- Bombus skorikovi
- Bombus suckleyi
- Bombus sylvestris
- Bombus tibetanus
- Bombus turneri
- Bombus variabilis
- Bombus vestalis